# Názory na vraždu
Názory na vraždu je krátká, „vančurovská“ novela, vystavěná na půdorysu detektivky. Jde formálně o knižní prvotinu Michala Viewegha.

## Děj
V malém středočeském městě Sázavě je zavražděna učitelka místní základní školy Daniela Linhartová. Mladá tělocvikářka byla známá tím, že nosila odvážné provokativní modely; také se přátelila s mentálně handicapovaným Jaromírem, od kterého se nechávala vozit na kole. Celý děj knihy se točí okolo úvah vypravěče a ostatních obyvatel, kdo je vlastně vrahem. V maloměšťáckém prostředí, kde se každý názor rychle rozkřikne, je tak vystřídána celá série možných pachatelů. Vypravěč se dokonce vážně pohádá se svým nejlepším přítelem, kterého obviní z vraždy jejich společné kolegyně. Vesničané kvůli domněnce vraha surově zbijí nevinného Vietnamce, a mezi podezřelými figuruje i dívčin otec. V závěru díla se překvapivě ukazuje, že vrahem byl mladík, objevující se v díle až v samém závěru; Daniela jej podle jeho názoru urazila, když mu zakázala opíjet zaostalého Jaromíra, a tak ji v opileckém afektu zabil. Pro děj jsou důležité především spousty možností potenciálních vrahů a lidské úsudky. Spíše než o plnokrevnou detektivku jde o tragikomický příběh s polodetektivní zápletkou, či parodii na lidské ukvapené soudy.

## Rozhlasová adaptace
Novelu uvedl Český rozhlas Dvojka coby 8dílnou sérii v rámci Četby na pokračování; prvý díl měl premiéru 27. března 2022. Připravila Marina Feltlová, hudbu složil Jakub Rataj a v režii Bely Schenkové načetl Saša Rašilov.

## Zajímavost
O napsání díla se autor Viewegh zmiňuje ve své částečně autobiografické knize Báječná léta pod psa; její děj končí tím, jak mladý Kvido (Viewegh) odevzdává své dílo nakladateli.